# Ritratto del Pianerlotto
Il Ritratto del Pianerlotto è un dipinto a olio su tavola (32x42 cm) del Parmigianino, databile al 1531 circa e conservato nella Galleria Borghese a Roma. 

## Storia e descrizione
L'opera nel 1963 fu inventariata nella collezione Borghese a Roma col numero 198 e l'indicazione "quadro di tre palmi incirca in tavola ritratto del Pianerlotto [...] del Parmigianino". Non si ha alcuna informazione su chi fosse questo personaggio, che Freedberg (1950) ritenne un prete a giudicare dall'abbigliamento (che però potrebbe essere anche quello di un gentiluomo). Può darsi anche che nella trascrizione del nome dell'effigiato fosse stato fatto un errore.
Datazione e attribuzione sono state altalenanti: Carlo Arturo Quintavalle (1948) parlò di Annibale Carracci, mentre Federico Zeri la riteneva di Niccolò dell'Abate; Copertini (1932) confermò il Parmigianino, riferibile agli anni 1524-1527, spostati leggermente in avanti, al periodo bolognese, da Freedberg e ancora un po' più tardo dalla Rossi (1980). Quest'ultima indicazione venne confermata da Di Giampaolo (1991), che ne paragonò la vivezza a quella del san Zaccaria nella Madonna di San Zaccaria degli Uffizi.
Il personaggio è ritratto frontalmente con lo sguardo rivolto allo spettatore, mentre il busto è leggermente ruotato a sinistra. Lo sfondo scuro si rischiara al centro per il fascio di luce che illumina il volto, dalla barba e i capelli corti e castani, in cui spiccano soprattutto gli occhi, vivi come non mai. L'inquadratura stretta è piuttosto insolita e non è escluso che l'opera abbia subito un ridimensionamento.